# Sextuor à cordes (Bridge)
Pour les articles homonymes, voir Sextuor à cordes (homonymie).
Le Sextuor à cordes en mi bémol majeur H.107 est un sextuor pour deux violons, deux altos et deux violoncelles de Frank Bridge composé en 1906.

## Structure
1. Allegro moderato
2. Andante con moto - Allegro giusto - Tempo I
3. Finale : Allegro ben moderato - a tempo animato